# 俄罗斯被封锁网站列表
本列表列出在俄罗斯被地方当局封锁了的网站。通常由俄罗斯联邦通信、信息技术和大众传媒监督局（俄語：/Roskomnadzor，简称/RKN）会发布关于网站封锁的通知，也可在禁止网站统一登记表查询特定网站是否被封锁。

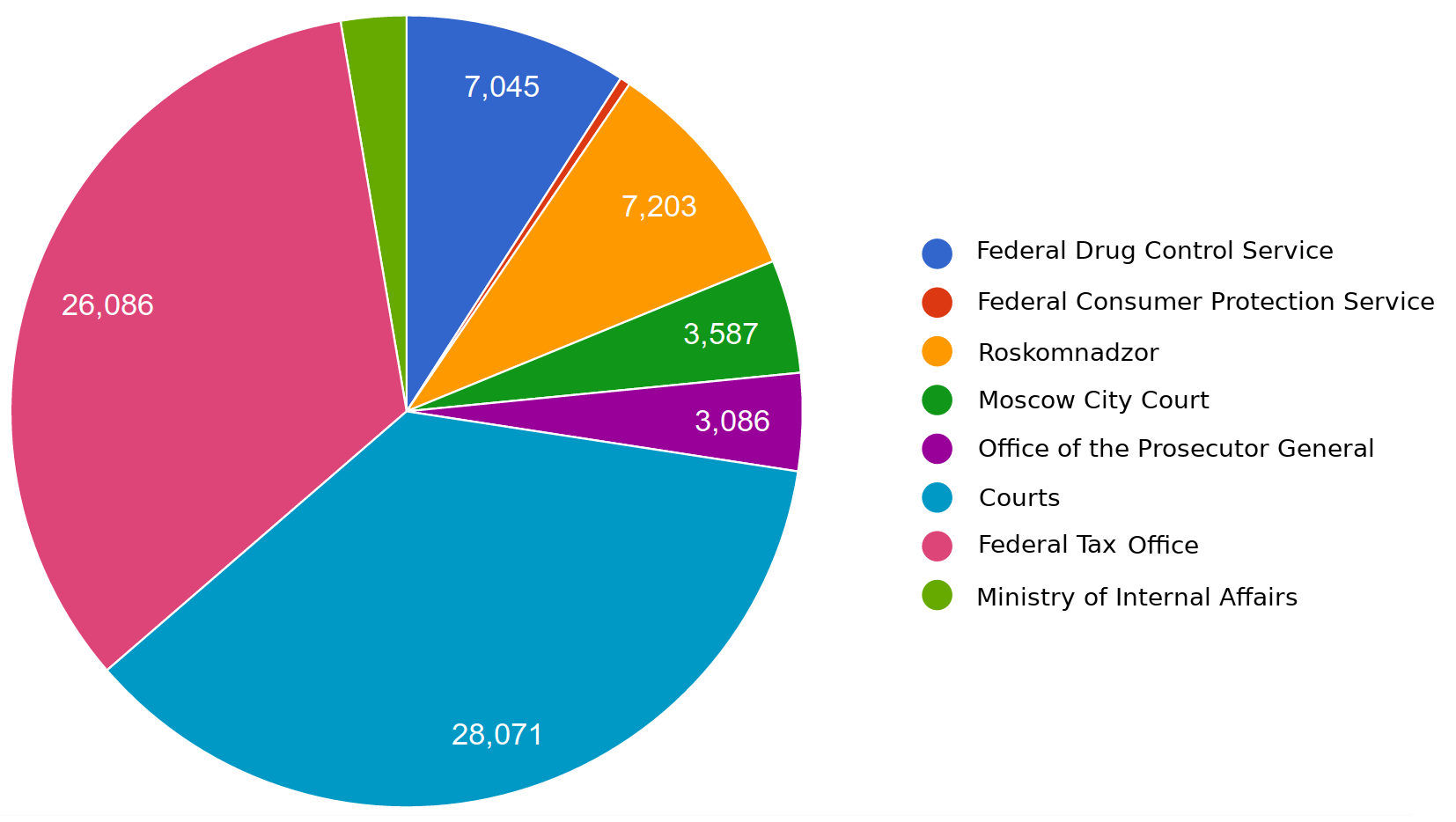
Roskomsvoboda统计的2017年6月的黑名单，按发出封锁指令的不同部门分类

## 列表
下列的年份是首次受到封锁的年份。

### 2014年

#### GitHub

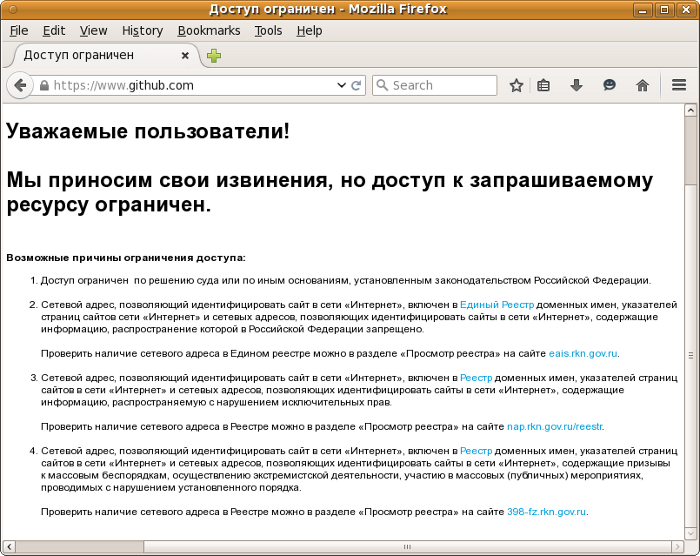
2014年12月2日，在俄罗斯境內试图访问GitHub时收到的封锁消息。

2014年10月GitHub被短暂屏蔽。后来在12月2日又被屏蔽，原因为包含描述“自杀方法”的文章
，此举引发俄国软件开发者不满。
在12月4日GitHub被解封，它同时设立的有关RKN相关事宜的专门页面。
后来RKN向GitHub提出多次删除请求，GitHub随后限制俄罗斯用户访问部分内容。

### 2015年

#### 俄语维基百科
2015年8月19日，俄语维基百科的Чарас（一种毒品）条目被RKN列入黑名单。原条目后来用联合国的材料和教科书作为来源重写，但是在8月24日，这篇条目仍然被列入发给俄国ISP的违禁内容列表。由于维基百科使用HTTPS协议加密流量，当局无法选择性屏蔽，所有语言的维基百科在25日当晚都被屏蔽。
2022年3月，RKN威胁屏蔽俄语维基百科，因为其记录的2022年俄罗斯入侵乌克兰的事迹与其国有媒体的报道相左。

### 2018年

#### Telegram

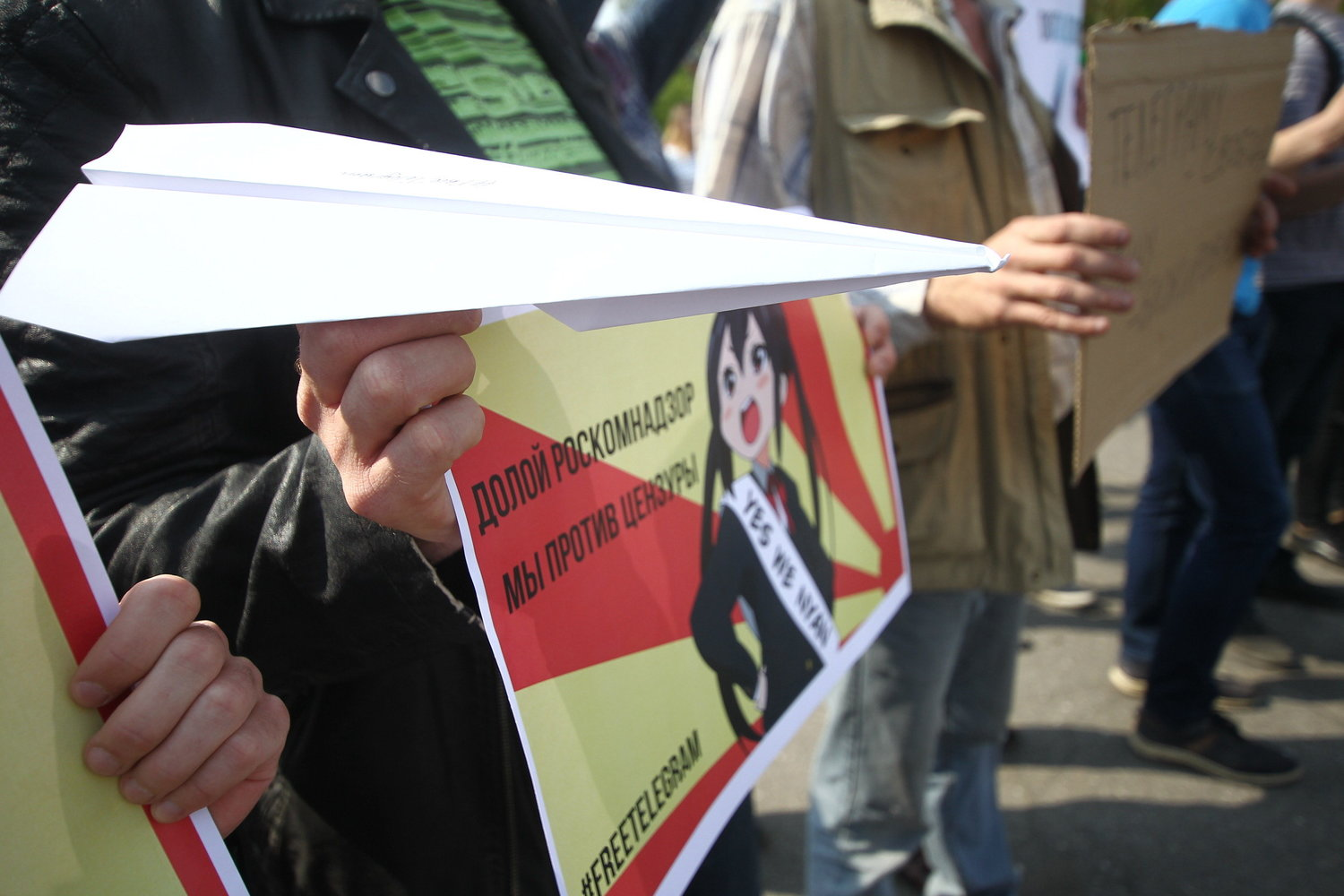
加里宁格勒支持Telegram的集会

2018年4月16日，由于Telegram拒绝提供给该局加密聊天的密钥，该局要求俄国ISP屏蔽Telegram。
由于屏蔽方式是封禁IP地址段，包括AWS和许多俄罗斯的互联网服务也受到干扰，而Telegram用户大多使用代理绕过屏蔽，不受影响。
随后RKN也要求苹果公司在App Store下架Telegram。
2020年中旬，RKN放弃了对Telegram的封禁。

### 2021年

#### Tor
Tor网络上有不受审查的内容，它也能作为绕过互联网封锁的工具，不过该RKN已经宣布对该网络予以限制。

#### Twitter
2021年3月10日，RKN开始在俄国境内“限速”Twitter，理由是Twitter未能移除“非法内容”
，然而此举也导致俄国的许多重要网站，包括该局自己的网站无法打开。许多商务服务也受到影响，比如Qiwi支付系统，还有一些用户无法使用Yandex、Google和YouTube。
另外，RKN使用关键字“t.co”匹配封禁域名，导致所有域名里带有该关键字的网站都被屏蔽，超过4万个非Twitter的域名受到影响，包括GitHub、Russia Today、Reddit、微软、Google、Dropbox和Steam。
4月5日，RKN宣布对Twitter的限制延长。
2022年2月26日，在俄罗斯入侵乌克兰之后，Twitter称其网站在俄罗斯受到限制。3月1日，再次放慢了对 Twitter 的访问速度，指责该公司未能删除其所谓的关于“特别行动”的“虚假帖子”。

### 2022年

#### 媒体网站
3月4日，俄罗斯颁布的一项新法律，将对于传播“虚假新闻”进行处罚，最高可处15年监禁。RKN于2021年三月六日表示，它已经封锁了英国广播公司（BBC）、美国之音、自由欧洲电台/自由电台和德国之声以及其他境外媒体的网站。
4月15日，法国国际广播电台和《莫斯科时报》俄文版被封锁。

#### Facebook
俄罗斯禁止民众使用Facebook，以回应Meta对俄罗斯媒体所实施的访问限制。

#### Instagram
据联合早报报道，俄罗斯宣布封锁Meta旗下社交平台Instagram（IG）应用，俄国8000万用户2022年3月14日起将无法使用。路透社报道，联邦通信、信息技术和大众传媒监督局在一封电子邮件提醒民众在IG被关闭之前，将他们的照片和视频从该平台移除，并鼓励他们转到俄罗斯旗下具“竞争性互联网平台”。据报道，社群媒体具体Meta在2022年3月11日宣布改变仇恨言论规范，允许乌克兰用户发表呼吁暴力对待俄罗斯部队的言论，Meta周五表明，其仇恨言论政策的临时改变只适用于乌克兰。该公司说，阻止乌克兰人“表达他们对入侵军队的仇恨与愤怒”是错误的。这一决定在俄罗斯引起了愤怒。俄罗斯当局已宣布在Meta进行刑事调查，监察官在2022年3月11日要求法院将这家美国科技巨头定位“极端主义组织”。

#### Google新闻
Google新闻是一个新闻聚合器，单纯转载其他媒体发布的新闻，这其中也有和俄罗斯国家媒体所报道的2022年俄罗斯入侵乌克兰不同的新闻，因此被俄罗斯当局封锁。

## 2023
2023年6月瓦格納集團兵變期间，RKN封锁了对Google新闻、爱国者媒体集团网站以及瓦格纳集团公共页面的访问。

## 2024
2024年10月，俄罗斯封禁了Discord。此前俄方对其处以罚款，并被要求删除一千多个页面和频道。这项禁令对一直使用Discord进行前线通讯的俄罗斯军队造成了负面影响。

## 2025
Cloudflare发布的数据显示，作为政府控制和隔离该国互联网的努力的一部分，互联网服务提供商一直在限制其网络访问——将数据传输限制在16KB，严重扰乱互联网使用。

## 现时及曾经被封锁网站的列表
| 網站                  | 網址               | 種類     | 語言       | 封鎖時間      |
| --------------------- | ------------------ | -------- | ---------- | ------------- |
| Facebook              | facebook.com       | 社交     | 多种语言   | 2022年        |
| Instagram             | instagram.com      | 社交     | 多种语言   | 2022年        |
| Twitter（X）          | x.com              | 社交     | 英语       | 2021年3月10日 |
| YouTube               | youtube.com        | 视频     | 多种语言   | 2021年        |
| GitHub                | github.com         | 代码托管 | 英语       | 2014年        |
| Telegram              | telegram.org       | 通讯     | 多种语言   | 2018年4月16日 |
| LINE                  | line.me            | 通讯     | 多种语言   | 2017年        |
| 法广                  | rfi.fr             | 新闻     | 多种语言   | 2018年4月16日 |
| 莫斯科时报            | themoscowtimes.com | 新闻     | 俄语、英语 | 2022年4月15日 |
| Google新闻            | news.google.com    | 新闻     | 多种语言   | 2022年        |
| 英国广播公司          | bbc.com            | 新闻     | 多种语言   | 2021年3月6日  |
| 美国之音              | voanews.com        | 新闻     | 多种语言   | 2021年3月6日  |
| 自由欧洲电台/自由电台 | rferl.org          | 新闻     | 多种语言   | 2021年3月6日  |
| 德国之声              | dw.com             | 新闻     | 多种语言   | 2021年3月6日  |
| 俄語維基百科          | ru.wikipedia.org   | 百科全書 | 俄语       | 2015年8月19日 |